# Englerarum
Englerarum, monotipski rod aroida iz porodice kozlačevki. Jedina vrsta je E. hypnosum iz Yunnana, Tajlanda i Laosa
Kao novi rod opisan je 2013., izdvajanjem iz roda Alocasia.

## Sinonimi
- Alocasia hypnosa J.T.Yin, Y.H.Wang & Z.F.Xu